# Redwitz an der Rodach
Redwitz an der Rodach (amtlich: Redwitz a.d.Rodach) ist eine Gemeinde im Landkreis Lichtenfels (Regierungsbezirk Oberfranken). Der gleichnamige Hauptort ist Sitz der Verwaltungsgemeinschaft Redwitz an der Rodach, dessen Mitglied die Gemeinde ist.

## Geografie
In Redwitz mündet die Steinach in die Rodach, die fünf Kilometer hinter Redwitz in den Main fließt. Redwitz liegt in der Mitte zwischen Lichtenfels und Kronach.
Die Gemeinde Redwitz hat fünf Gemeindeteile (in Klammern ist der Siedlungstyp angegeben):
- Mannsgereuth (Dorf)
- Obristfeld (Pfarrdorf)
- Redwitz a.d.Rodach (Pfarrdorf)
- Trainau (Dorf)
- Unterlangenstadt (Dorf)

## Geschichte
Die erste urkundliche Nennung erfolgte 1231 mit Lisa von Kurzewind, „uxor Cunradi de Redewitz“. Das Adelsgeschlecht derer von Redwitz wurde  erstmals im Jahr 1250 mit „Erchinpert de Redewitz“ erwähnt.
Während der Deutschen Revolution kam es im März 1848 in Redwitz zu judenfeindlichen Ausschreitungen. Ihre Häuser wurden geplündert.
Am 1. April 1972 wurde Obristfeld, ein Teil der Gemeinde Neuses am Main, eingegliedert. Am 1. Juli 1972 folgte Trainau. Am 1. April 1975 kam Unterlangenstadt hinzu. Die Eingemeindungen endeten mit der Eingliederung von Mannsgereuth am 1. Mai 1978.

## Einwohnerentwicklung
Von 1988 bis 2018 wuchs die Gemeinde von 3275 auf 3405 um 130 Einwohner bzw. um 4 %. Am 31. Dezember 1997 hatte Redwitz an der Rodach 3474 Einwohner.

## Gemeinderat
Der Gemeinderat hat 16 in der Gemeinderatswahl gewählte Mitglieder. Nach der Gemeinderatswahl 2014 hatte die CSU: 8 Sitze, die SPD 4 Sitze und die FW hatten 4 Sitze. Bei den Wahlen 2020 erhielt die CSU 39,1 % der Stimmen (6 Sitze), die UBR 35,7 % (6 Sitze) und die SPD 25,3 % (4 Sitze). Zusätzlich ist der Erste Bürgermeister Mitglied des Gemeinderates.

## Wappen
| Wappen Gde. Redwitz an der Rodach | Blasonierung: „Unter schwarzem Zinnenschildhaupt in Gold über zwei schräg gekreuzten schwarzen Schraubenschlüsseln ein Schild, darin in Blau drei silberne Balken, überdeckt von einem roten Schrägwellenbalken.“ |
| Wappen Gde. Redwitz an der Rodach | |

## Baudenkmäler und Sehenswürdigkeiten

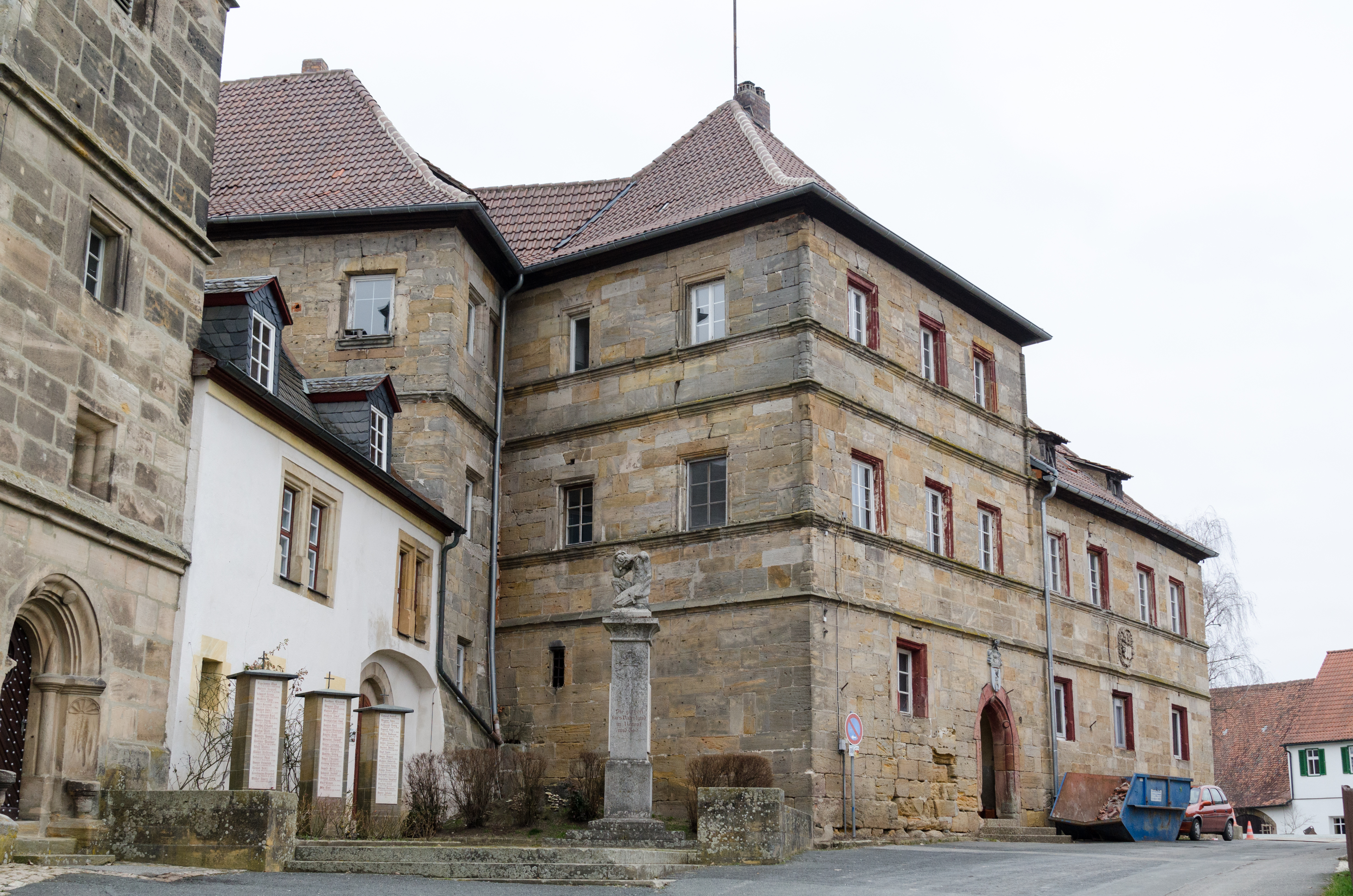
Schloss Redwitz

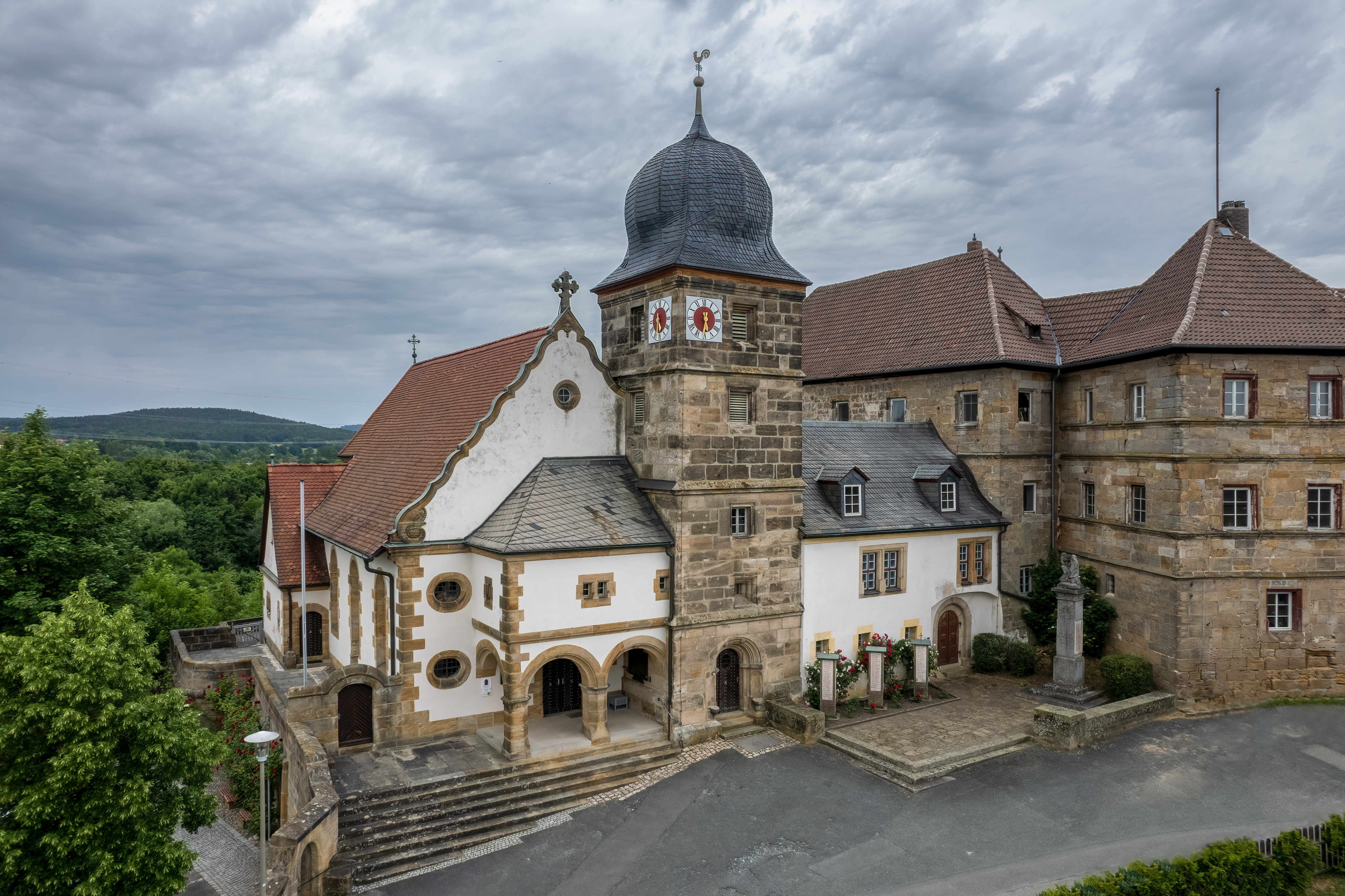
Evangelisch-lutherische Pfarrkirche St. Ägidius

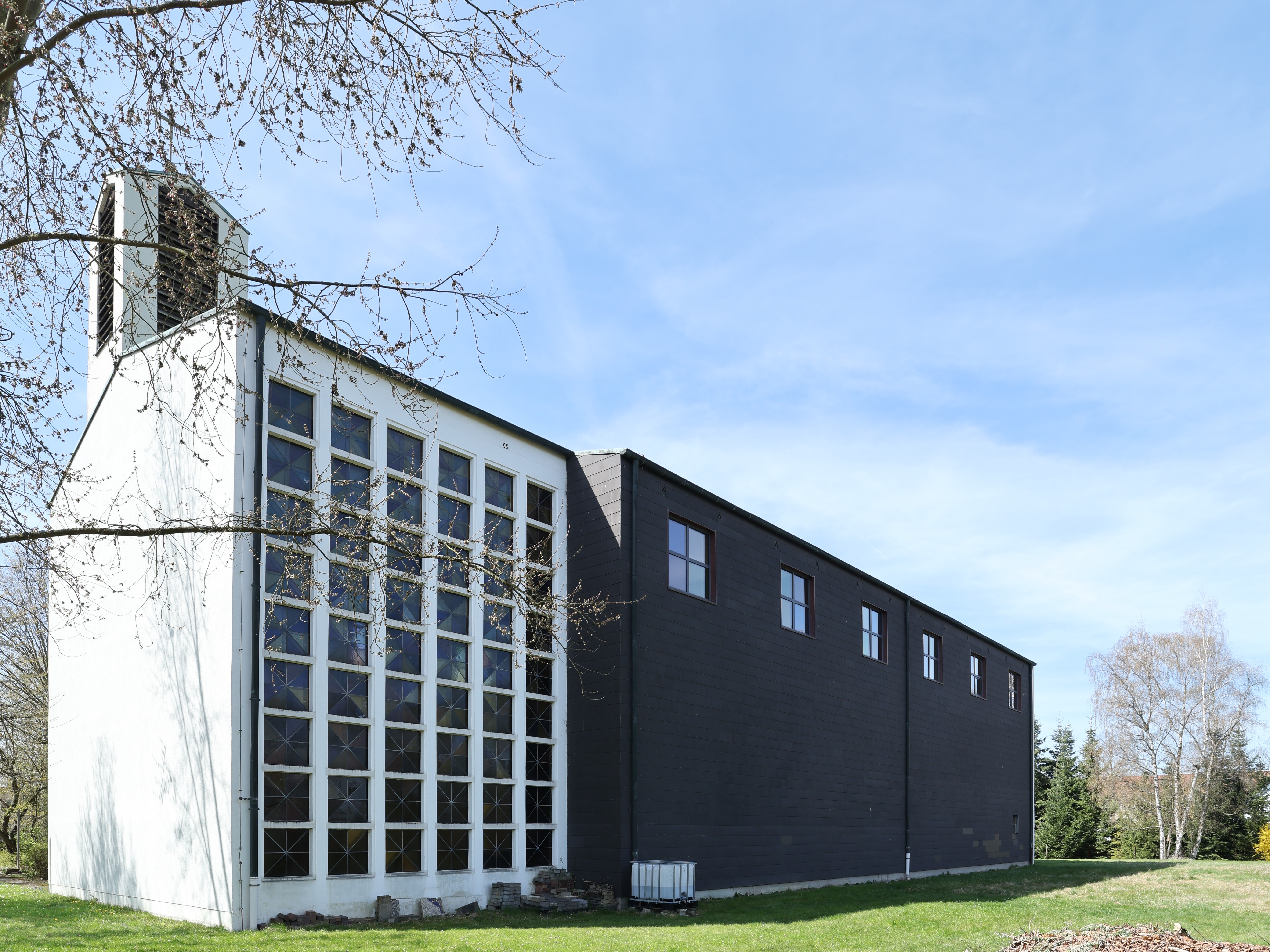
Katholische Kirche St. Michael

- Der Nordflügel des Schlosses auf dem Kirchberg oberhalb der Rodach stammt aus dem 14. Jahrhundert und ist der älteste, bestehende Gebäudeteil.
- Die evangelisch-lutherische Pfarrkirche St. Ägidius wurde 1919 errichtet und geht auf eine um 1480 entstandene Schlosskapelle zurück.
- Die katholische Kirche St. Michael entstand 1963/64 nach Plänen des Kronacher Architekten Erwin Herrmann. Am 28. Juni 1964 weihte der Bamberger Weihbischof Johannes Lenhardt das Gotteshaus. Die künstlerische Ausstattung oblag dem Lichtenfelser Bildhauer Karl Potzler.[10]

## Wirtschaft und Infrastruktur

### Unternehmen
Im Jahr 1942 übernahm Siemens die leerstehende Kofferfabrik Hanft für ein Bakelit-Presswerk. 1950 gründeten die Siemens-Schuckertwerke zusätzlich als Ersatz für die enteignete Porzellanfabrik in Neuhaus im Landkreis Sonneberg ein neues Werk zur Produktion technischer Porzellane für die Energieversorgung. Der Standort lag entlang der Bahnstrecke von Hochstadt nach Kronach im Osten des Ortes. Fast 1400 Mitarbeiter hatten die beiden Werke. 2002 wurde der Poduktionsbereich in die Argillon GmbH abgespalten, 2003 hatte das Werk 750 Mitarbeiter. 2008 folgte der Verkauf an Johnson Matthey aus Großbritannien. 2009 wurde die Isolatoren- und Aluminasparte an Lapp Insulators weiter veräußert, die 2018 ihr Isolatorenwerk in Redwitz schloss. Die Aluminiumoxidkeramik wurde als Alumina Systems GmbH an private Investoren verkauft. 120 Mitarbeiter beschäftigte das Unternehmen im Jahr 2024 in Redwitz, bei Johnson Matthey waren es 450 Mitarbeiter.
Der 1956 gegründete Hersteller von Komforthosen hoal comfort & Fashion hat 200 Mitarbeiter (Stand: 2024).

### Infrastruktur
Redwitz hat einen Haltepunkt an der Frankenwaldbahn, die 1861 mit dem Abshnitt von Hochstadt nach Gundelsdorf eröffnet wurde. Parallel zur Bahnstrecke liegt die Bundesstraße 173. Die Staatsstraße 2208 führt durch Redwitz und verbindet mit Mitwitz.
In der Gemeinde gibt es den Kindergarten und die Kinderkrippe „Grünschnabel“ und den Kindergarten Mannsgereuth. Am 1. März 2012 waren 175 Plätze belegt. Im Schuljahr 2011/2012 besuchten 294 Schüler die Albert-Blankertz-Schule (Grundschule und Mittelschule).
Die Gemeinde verfügt über ein Freibad mit einem 50 Meter Wasserbecken und einem Kleinkinderbereich. Zusätzlich stehen große Liegewiesen und ein Beachvolleyballfeld zur Verfügung. Das Freibad verfügt über einen Kiosk. Bademeister überwachen den Schwimmbetrieb. In direkter Nachbarschaft zum Freibad gibt es einen Minigolfplatz mit einem gemütlichen Biergarten. Ein großer Sportverein (TV Redwitz), ein Tennisverein (Siemens-Tennisclub Redwitz e. V.) und ein Fußballverein (1. FC Redwitz) bieten den Einwohnern viele sportliche Aktivitäten: Fußball, Turnen, Volleyball, Mountainbike und Walking.
Redwitz verfügt über ein DSL-Glasfasernetz mit bis zu 100 Mb/s.

## Umspannwerk Redwitz
Das Umspannwerk Redwitz ist ein bedeutender Knoten im deutschen Höchstspannungsnetz auf der Spannungsebene 380 kV sowie ein Verknüpfungspunkt zum unterlagerten regionalen 110-kV-Hochspannungsnetz des Bayernwerkes. Es wird von Tennet TSO betrieben.
Es ist Ausgangspunkt der zweisystemigen 380-kV-Leitungen nach Altenfeld und Remptendorf in Thüringen ins Netz von 50Hertz Transmission. Im eigenen 380-kV-Netz von Tennet TSO ist es mit den Umspannwerken Kriegenbrunn, Würgau, Eltmann, Oberhaid und Mechlenreuth verbunden.

## Söhne der Gemeinde
- Moses Mendelssohn (1778–1848), Stammvater der Familie Mendelssohn aus Jever
- Max Gütermann (1828–1895), Gründer der Nähseidenfabrik Gütermann
- Johannes Betz (1914–1984), Theologe, Professor an der Universität Würzburg